# Zhao Hede

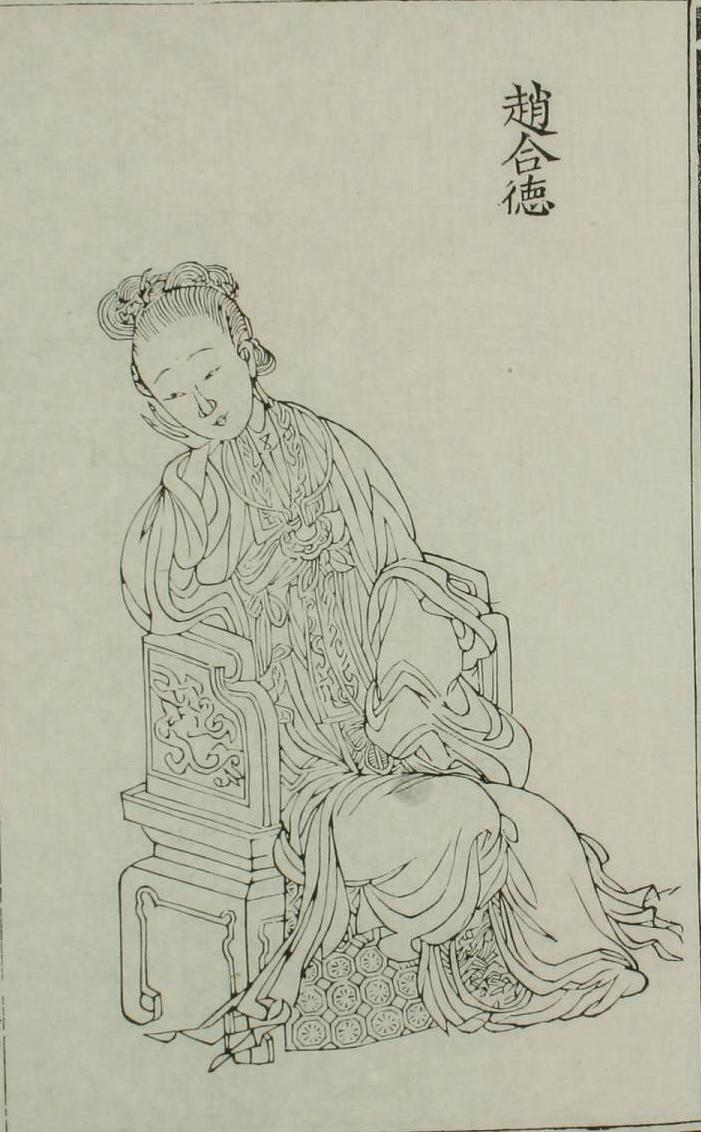
Ilustracja z książki opublikowanej za dynastii Qing, przedstawiająca Zhao Hede

Zhao Hede (chiń. 趙合德; pinyin Zhào Hédé; ur. w prowincji Jiangsu; zm. 7 n.e.) – konkubina cesarza Chengdi z dynastii Han, młodsza siostra cesarzowej Zhao Feiyan.
Pochodziła z ubogiej rodziny, pierwotnie nazywała się Feng Hede. Jej ojciec, Feng Wanli, muzyk, wcześnie osierocił ją i jej siostrę, Zhao Feiyan. Siostrami szczęśliwie zaopiekował się Zhao Li, zarządca służący bogatej rodzinie. Przyjąwszy z wdzięczności jego nazwisko, trafiły za jego pośrednictwem na dwór księżniczki Yang’e. Obydwie siostry były świetnymi tancerkami, choć znacznie się różniły. Feiyan była gibka i smukła, a Hede - pulchna i blada.
Zhao Feiyan wprowadziła Hede na dwór cesarza Chengdi i obie siostry stały się ulubionymi konkubinami cesarza. W 18 r. p.n.e. oskarżyły cesarzową Xu i konkubinę Ban Jieyu o czary. W efekcie cesarzowa została oddalona, a Ban wycofała się z życia dworskiego, przenosząc się na dwór  cesarzowej-wdowy Wang. Dwa lata później starsza siostra została oficjalnie cesarzową, a Hede utrzymała status ulubionej nałożnicy cesarza.
Siostry pozostawały jednak (przez 10 lat) bezdzietne, co poważnie zagrażało ich pozycji. Zhao Hede strzegła swej pozycji, doprowadzając do śmierci konkubin-konkurentek i co najmniej dwóch synów cesarza, urodzonych przez kobiety z pałacu, jednego w 12 r. p.n.e., a drugiego rok później. Kronika Han Shu zawiera wiele szczegółów ze śledztwa, które wskazało na związki Hede ze śmiercią tych osób.
Nagłą śmierć cesarza Chengdi w 7 r. p.n.e. uznano za podejrzaną (choć niektórzy twierdzili, że wyczerpały go ekscesy seksualne) i cesarzowa-wdowa Wang ogłosiła śledztwo, na wieść o czym Zhao Hede popełniła samobójstwo. Jej siostra została cesarzową-wdową do 1 r. n.e., kiedy zdegradowano ją i ona także popełniła samobójstwo.